# Mercury-Redstone 4
Mercury-Redstone 4 est la seconde mission spatiale habitée des États-Unis, lancée dans le cadre du programme Mercury, le 21 juillet 1961, à l'aide d'un lanceur Redstone, à partir du complexe de lancement 5 (Launch Complex-5) à Cap Canaveral, en Floride. L'astronaute Virgil Grissom réalise, à bord de la capsule Mercury baptisée Liberty Bell 7, un vol suborbital d'une durée de quinze minutes, atteignant l'altitude de 190 km.

## Équipage
| Position | Astronaute     |
| -------- | -------------- |
| Pilote   | Virgil Grissom |

| Position | Astronaute    |
| -------- | ------------- |
| Pilote   | John H. Glenn |

## Paramètres de la mission
- masse au décollage : 1 286 kg
- altitude maximum : 190,39 km
- distance : 486,15 km
- lanceur : Redstone

## Liberty Bell 7

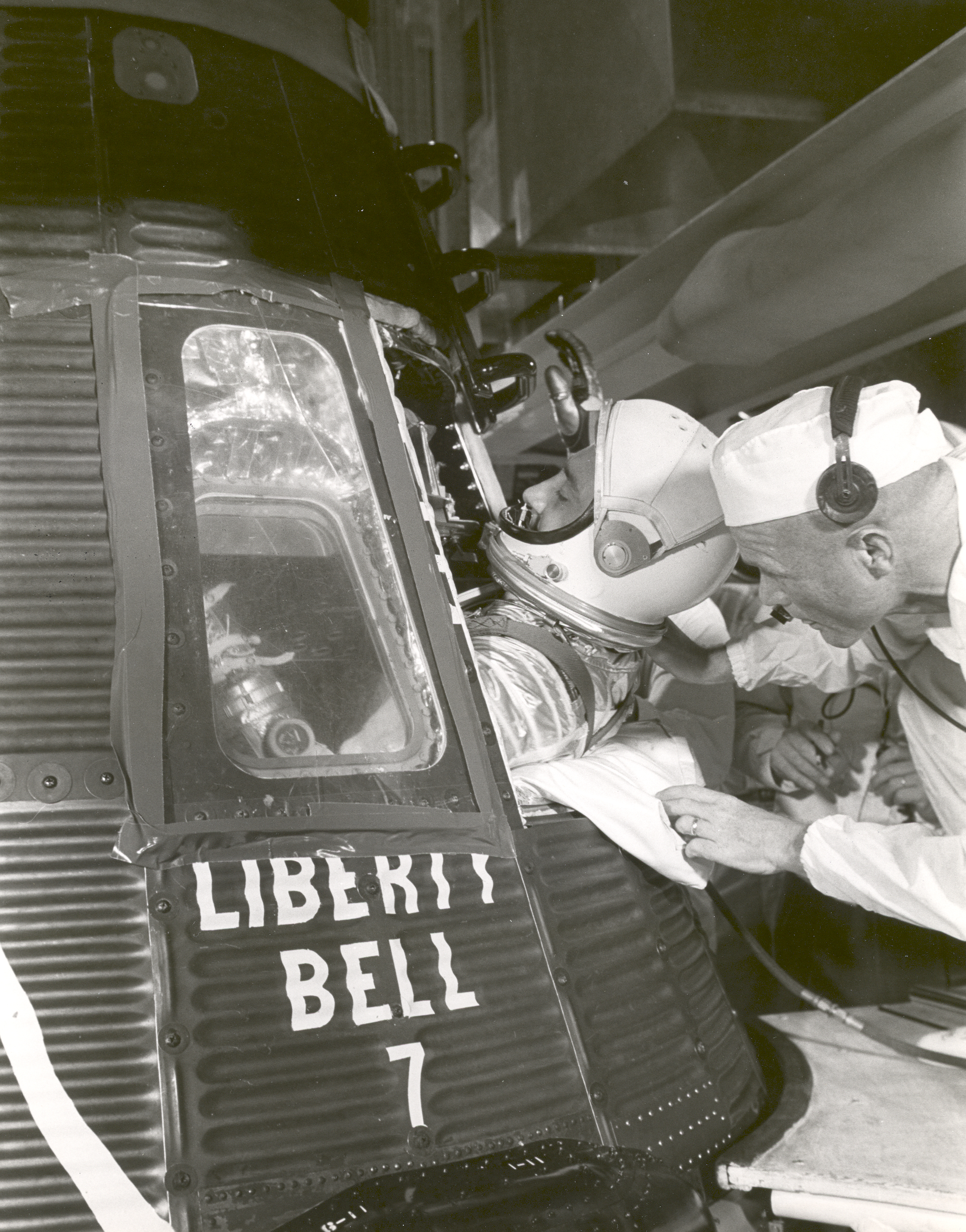
Virgil Grissom montant à bord de sa capsule Liberty Bell 7.

La capsule Mercury no 11 est construite pour le second vol suborbital habité en octobre 1960. Elle quitte la chaîne de production de McDonnell Aircraft Corporation, à Saint-Louis, en mai 1960. La capsule no 11 est la première capsule Mercury à avoir une fenêtre centrale. Cette version se rapproche de la version finale, étant plus avancée que celle d'Alan Shepard, Freedom 7, avec l'idée de transformer la capsule en véhicule spatial. Surnommée Liberty Bell 7, elle présente une ligne blanche irrégulière, peinte à la base, et qui s'étend jusqu'à environ les deux tiers du haut, rappelant la fameuse fissure de la cloche Liberty Bell, à Philadelphie en Pennsylvanie. Cette dernière est un symbole d'indépendance et de liberté.

### Écoutille explosive

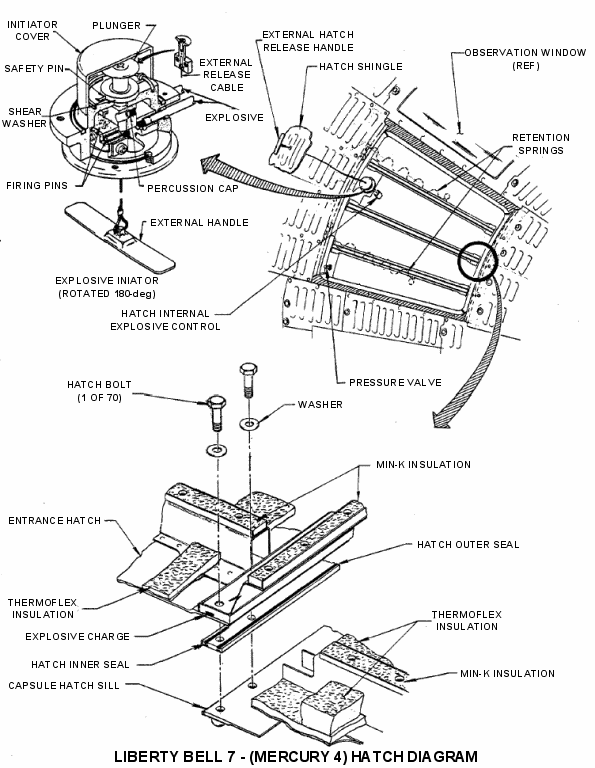
Un dessin expliquant le mécanisme de l'écoutille explosive sur le MR-4 (NASA).

La capsule no 11 a également une autre nouveauté : une écoutille explosive à dé-ancrage. Ce qui permet à un astronaute d'évacuer rapidement la capsule en cas d'urgence. Le personnel de sauvetage peut également actionner l'écoutille explosive, depuis l'extérieur de la capsule, en tirant et pivotant une poignée. L'écoutille et ses attaches sont des caractéristiques standard des sièges éjectables des aéronefs militaires mais, contrairement aux sièges éjectables des avions, l’astronaute, ici,  doit sortir lui-même de la capsule ou encore y être aidé par du personnel d'urgence. La procédure originale de sortie est de monter par le compartiment de l'antenne après y avoir délogé une cloison de pressurisation. Une procédure lente et pénible. La sortie d'un astronaute blessé ou inconscient, par l'écoutille du haut, est presque impossible. L'écoutille latérale originale est maintenue en place à l'aide de 70 boulons et couverte de plusieurs bardeaux de protection, ce qui rend le travail d'ouverture de l'écoutille originale très long.
Cette même écoutille pose un problème lors de l'amerrissage, en s'ouvrant sans que cela soit prévu. L'eau est rapidement entrée dans la capsule, forçant Grissom à en sortir. L'astronaute est sauvé de justesse, sa combinaison n'ayant pas été conçue pour la nage et parce qu'il avait omis d'en fermer l'une des valves ; de plus, elle prend l'eau par le col. Il est également gêné par le souffle des pales des hélicoptères. La capsule coule mais est finalement retrouvée et récupérée 38 ans plus tard, le 21 juillet 1999. Elle est aujourd'hui exposée à Hutchinson, au musée Cosmosphere.
Les ingénieurs de la firme McDonnell proposent deux solutions à l'ouverture rapide des écoutilles de la capsule Mercury : la première, utilisant des loquets, est utilisée pour les vols MR-2 et MR-3 (celui de Shepard) mais elle alourdit de 31 kg le poids de l'ensemble, ajout considéré trop grand pour un vol orbital. La seconde solution, qui consiste en une écoutille explosive, est testée pour le vol de Grissom. Ce concept nécessite les 70 boulons de l'ensemble originel. Chacun des boulons de titane de 6,35 mm est perforé d'un trou de 1,5 mm pour y placer un point de faiblesse. Un fusible détonant léger est installé dans un canal sur tout le pourtour de l'écoutille, entre les sceaux interne et externe d'étanchéité de l'écoutille. Lorsque le fusible est sous tension, la pression entre les joints d'étanchéité interne et externe occasionne le bris des boulons sous tension. Il y a ensuite deux façons d'activer l'écoutille explosive. L'intérieur de l'écoutille contient un piston de crête. Le pilote peut alors enlever une goupille de sécurité et appliquer une pression de 25 N sur le piston, ce qui provoque l'explosion de la charge et la cisaille des 70 boulons, propulsant l'écoutille à 25 pieds (7,6 m) de distance en une seconde. Si la goupille est laissée en place, une force de 180 N est nécessaire à la détonation de la charge. De l'extérieur, le système peut être engagé en enlevant un petit panneau et en tirant sur une corde. L'écoutille explosive ne pèse que 10,43 kg.
L'activation de l'écoutille explosive par l'astronaute laisse une trace physique visible sur ce dernier, comme le montre Walter Schirra à la fin du vol Mercury Sigma 7. Grissom est un temps suspecté d'avoir ouvert la trappe explosive prématurément et sans autorisation. Cette thèse est amplifiée par le livre et par le film L'Étoffe des héros. Telles ne sont pas cependant les conclusions de la NASA, qui programme pour lui deux nouveaux vols : Gemini 3, en 1965, puis Apollo 1, en 1967.

### Fenêtre
Un nouveau hublot trapézoïdal est installé sur le vaisseau Mercury no 11. Il remplace les deux hublots de 254 mm de côté de Freedom 7. La société Corning Glass à New York conçoit et développe le hublot qui est constitué de plusieurs feuillets de verre. Le feuillet externe en Vycor a une épaisseur de 8,9 mm. Il peut résister à des températures comprises entre 816 à 982 °C. Le feuillet de verre interne est constitué de trois lamelles de verre collées : une en Vycor de 4,3 mm d'épaisseur et deux réalisés avec du verre trempé. Ce nouvel assemblage est aussi résistant que la coque pressurisée de la capsule.

### Contrôles
Les contrôles manuels de Mercury 4 incorporent un nouveau système de contrôle du taux de stabilisation. Celui-ci permet des ajustements fins, des mouvements en attitude en utilisant un contrôleur manuel. L'ancien système nécessite plusieurs manœuvres afin d'arriver à l'attitude souhaité. Ce nouveau système de diminution ou d'augmentation de taux de stabilisation permet une approche plus facile et précise des mouvements d'attitude en tangage, roulis et lacets, tout en offrant une redondance, les deux systèmes étant à bord.

## Récupération de la capsule

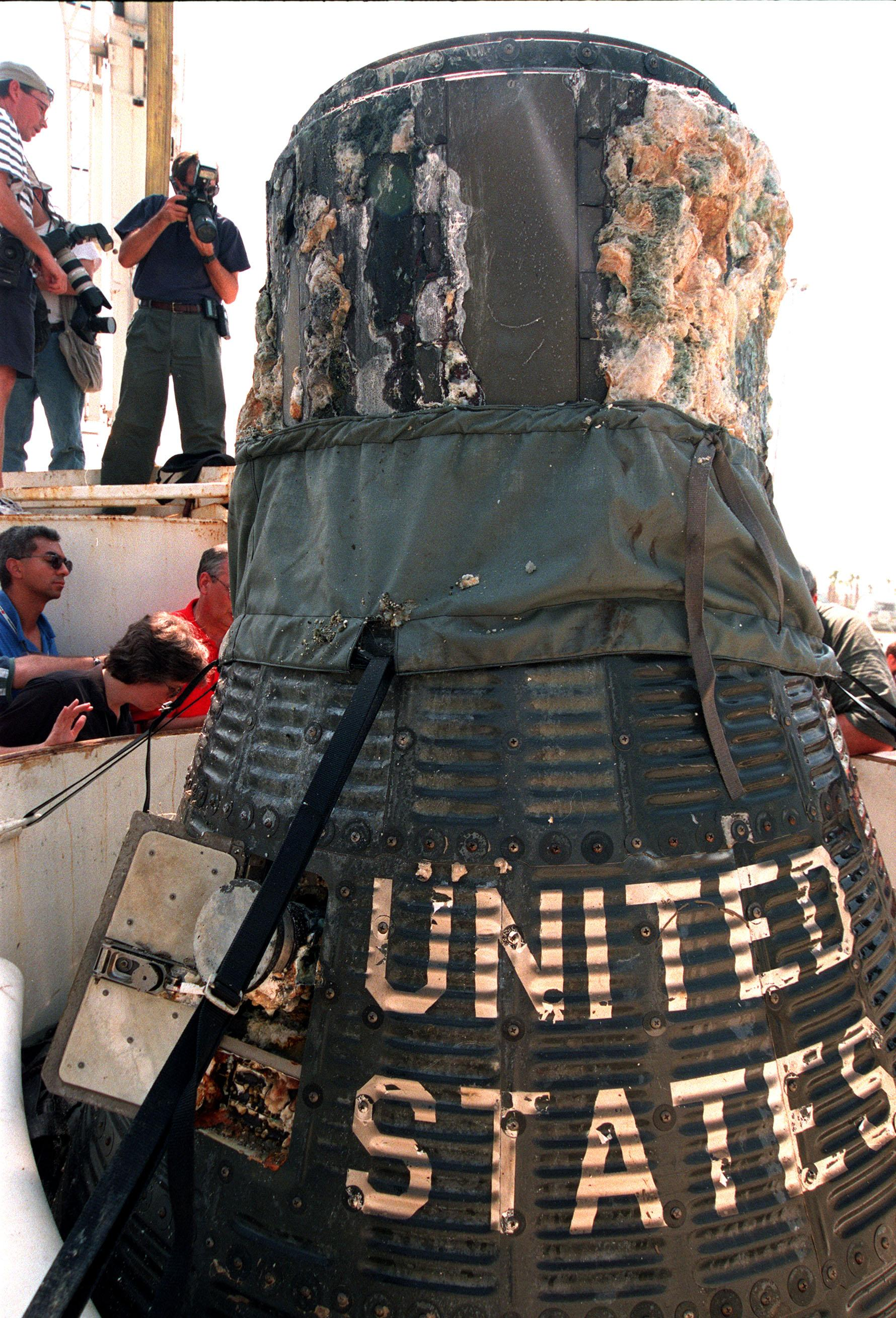
Liberty Bell 7 après sa récupération en 1999.

Après plusieurs tentatives infructueuses en 1992 et 1993, Oceaneering International arrive à soulever la capsule Liberty Bell 7 du fond de l'océan Atlantique et à la placer sur le pont d'un navire de récupération, le 20 juillet 1999, soit 38 ans, à un jour près, après l'amerrissage de cette mission et 30 ans, jour pour jour, après l'alunissage d'Apollo 11,. L'équipe est dirigée par Curt Newport et financée par la chaîne Discovery Channel. La capsule est retrouvée, après 14 ans d'efforts, par Newport à une profondeur de près de 4 900 m,, à 560 km à l'est-sud-est de Cap Canaveral. Parmi les objets retrouvés à l'intérieur se trouvent une partie de l'équipement de vol et plusieurs pièces de monnaie à l'effigie de Mercure qui avaient été emportées dans l'espace comme souvenirs du vol,.
Après avoir fixé Liberty Bell 7 sur le pont du navire de récupération, les experts ont retiré et éliminé un dispositif explosif (bombe SOFAR) qui était censé exploser en cas de naufrage du vaisseau spatial et donner sa position via le canal SOFAR, mais qui ne s'était pas déclenché,. La capsule spatiale est ensuite placée dans un conteneur rempli d'eau de mer pour éviter toute corrosion supplémentaire. Le Cosmosphere, à Hutchinson, au Kansas, démonte et nettoie le vaisseau. Il est ensuite exposé au public dans le cadre d'une tournée nationale qui durera jusqu'au 15 juillet 2006. Le vaisseau spatial retourne ensuite au Cosmosphere où il est exposé en permanence. En 2016, il est prêté temporairement au Children's Museum of Indianapolis. 
La restauration ne donnera pas d'éléments supplémentaires sur l'ouverture accidentelle de la trappe explosive, cette dernière n'ayant pas été retrouvée.